# 亞尼混沌
2°S 342°E / 2°S 342°E

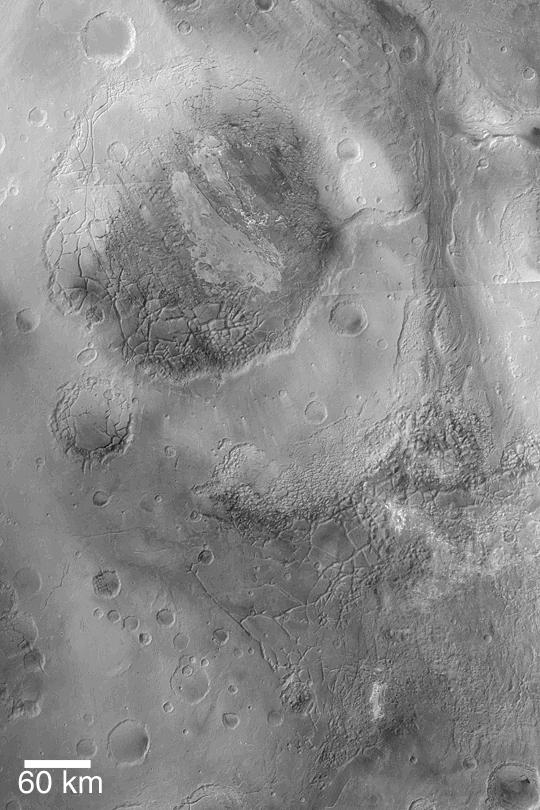
阿倫混沌是影像左上方的陷落區。亞尼混沌（Iani Chaos）位於右下方。

亞尼混沌（Iani Chaos）是火星上的一個混沌地形，一般認為是因為地下的水或冰流失而形成，是阿瑞斯谷的源頭，中心座標2°S, 342°E。

## 名称
原本在古典的火星地名中是，意为“雅努斯海峡”，现在的“亚尼混沌”中的“Iani”就是拉丁语里雅努斯的属格形式。

## 地質
一般認為因為地下水或冰流失形成的混沌地形會造成地表大洪水，而在這裡形成了阿瑞斯谷。在亞尼混沌中可見在混沌地形上方沉積的平坦、低角度且色調中到淺的層狀沉積岩，這些岩層富含水合礦物，大多是石膏和赤鐵礦。

## 火星科學實驗室
在真珠灣區有數個地點曾經是NASA的下一個火星探測車火星科學實驗室的登陸候選地點。亞尼混沌是33個候選地點之一。現已確認當地有石膏和赤鐵礦沉積。這些礦物的形成被認為和水有關。
火星科學實驗室的目標是為了尋找曾經存在於火星上古生物的遺跡。目前寄望之後的任務可以從登陸地點取樣送回地球已經分析是否曾有古生物遺跡。為了使登陸艇安全降落，必須要有約20公里寬的平坦區域。地質學家希望能夠在曾經積水的區域登陸，這也許可以解釋這類區域沉積岩的形成。

## 圖集

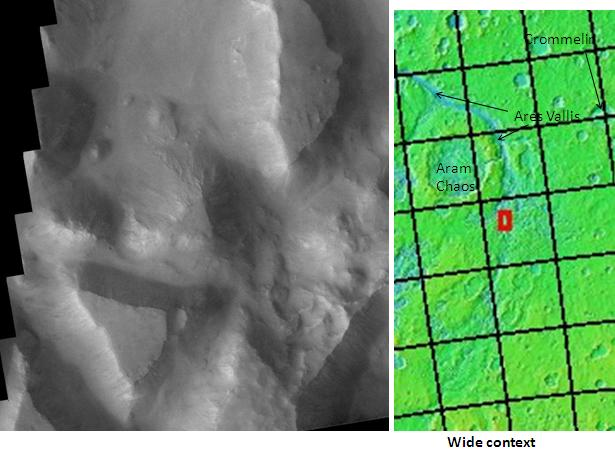
2001火星奧德賽號上熱輻射成像系統拍攝的亞尼混沌。來自受侵蝕桌山的沙已經覆蓋較明亮的底部物質。點選影像可看亞尼混沌和附近其他區域的關聯。
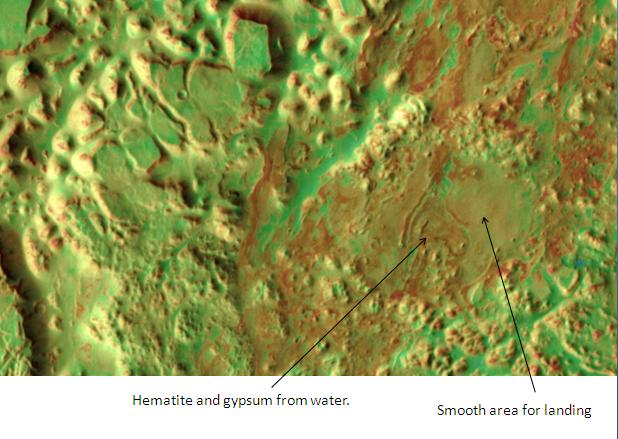
亞尼混沌的預定登陸區。